# ラフ&ロウディ・ウェイズ
『ラフ＆ロウディ・ウェイズ』（英:Rough and Rowdy Ways）は2020年にリリースされたボブ・ディラン39作目のスタジオ・アルバム。

## 収録曲
全曲ボブ・ディラン作詞・作曲

### Disc 1
1. アイ・コンテイン・マルチチュード – I Contain Multitudes – 4:36
2. 偽預言者 – False Prophet – 6:00
3. マイ・オウン・ヴァージョン・オブ・ユー – My Own Version of You – 6:41
4. あなたに我が身を – I've Made Up My Mind to Give Myself to You – 6:32
5. ブラック・ライダー – Black Rider – 4:12
6. グッバイ・ジミー・リード – Goodbye Jimmy Reed – 4:13
7. マザー・オブ・ミューズ – Mother of Muses – 4:29
8. クロッシング・ザ・ルビコン – Crossing the Rubicon – 7:22
9. キーウェスト（フィロソファー・パイレート） – Key West (Philosopher Pirate) – 9:34

### Disc 2
1. 最も卑劣な殺人 – Murder Most Foul – 16:54